# امارات.
امارات. (произносится «имарат», Punycode: .xn--mgbaam7a8h) — арабоязычный национальный домен верхнего уровня для Объединённых Арабских Эмиратов. Введен в эксплуатацию 5 мая 2010 года. Доменные имена в امارات. записываются символами арабского письма, также допускается использование до двух дефисов.